# Андреев, Андрей Александрович
Андре́й Алекса́ндрович Андре́ев (1907—1999) — управляющий трестом «Сибэлектромонтаж», Новосибирск.

## Биография
Родился 5 (18) мая 1907 года в городе Смоленске в семье служащего.
После окончания Смоленской средней школы учился в Московском энерготехническом техникуме, а затем в Московском энерготехническом институте по специальности «строительство электростанций». После окончания института работал в Московской области и в Москве в электромонтажных организациях.
В 1941 году приехал в Новосибирск и работал в электромонтажном управлении. В 1953 году был назначен на должность управляющего трестом «Сибэлектромонтаж». Под его руководством трест стал одним из ведущих организации по электрификации промышленности. За годы его руководства проведена электрификация таких объектов, как завод «Сибтекстильмаш», завод имени В. И. Ленина, новые цеха завода имени В. П. Чкалова, мясоконсервный комбинат, корпуса СибНИА, наружное освещение улиц Новосибирска, увеличилось количество трамвайно-троллейбусных линий, проводилась электрификация нового жилья.
При непосредственном участии Андреева были созданы тресты в Хабаровске, Иркутске, Красноярске, Новокузнецке.
С 1975 года — на пенсии. Находясь на пенсии, входил в Совет ветеранов организации родного предприятия.
Жил в Новосибирске.
Скончался 18 марта 1999 года, похоронен на Заельцовском кладбище в Новосибирске.

## Награды
- Указом Президиума Верховного Совета СССР от 7 мая 1971 года за выдающиеся успехи в выполнении пятилетнего плана управляющему трестом «Сибэлектромонтаж» Андрееву Андрею Александровичу присвоено звание Героя Социалистического Труда с вручением ордена Ленина и золотой медали «Серп и Молот».
- Награждён двумя орденами Ленина (1957, 1971), орденом Трудового Красного Знамени и многими медалями.
- Заслуженный строитель РСФСР.